# Relations entre la Grèce et Israël
Les relations entre la Grèce et Israël sont des relations internationales entre deux pays d'Europe et d'Asie. La Grèce possède une ambassade à Tel Aviv-Jaffa tandis qu'Israël en possède une à Athènes. Ces deux pays sont membres de l'Union pour la Méditerranée. Même si les relations entre les deux pays ont été moins chaleureuses à la fin du XXe siècle, depuis 2008, elles se sont largement améliorées. Israël et la Grèce coopèrent à la fois dans domaines militaire, de renseignement, de l'économie et de la culture. Israël a remercié la Grèce pour son rôle joué dans l'interception de la Flottille de la Liberté II en juillet 2011 en Crète.
Les deux pays font partie du Triangle de l'énergie qui se réfère à l'extraction de pétrole et de gaz naturel à la fois en Israël et à Chypre en 2015, qui seront livrés à l'Europe continentale par une pipeline traversant la Grèce.